# Nephrotoma flavonigra
Nephrotoma flavonigra är en tvåvingeart. Nephrotoma flavonigra ingår i släktet Nephrotoma och familjen storharkrankar.

## Underarter
Arten delas in i följande underarter:
- N. f. andohahelana
- N. f. flavonigra